# Associação Desportiva Confiança
L'Associação Desportiva Confiança, meglio noto come Confiança, è una società calcistica brasiliana con sede nella città di Aracaju.

## Storia
Il 1º maggio 1936 fu fondato ad Aracaju un club chiamato Associação Desportiva Confiança, dopo che Epaminondas Vital e Isnard Cantalice assistettero a una partita di pallavolo tra il Cotinguiba e l'Aracaju al Bairro Industrial (Quartiere Industriale, in italiano). Joaquim Sabino Ribeiro Chaves, Epaminondas Vital e Isnard Cantalice decisero quindi di fondare un club di pallacanestro e pallavolo al Bairro Industrial.
Nel 1949, il club giocò la sua prima competizione calcistica, ottenendo il soprannome di Dragão do Bairro Industrial, che significa dragone del Quartiere Industriale, e giocando con i colori blu e bianco.
Il 1º maggio 1955, il Confiança, attraverso il suo paraninfo, chiamato Joaquim Sabino Ribeiro Chaves, costruì il suo stadio, chiamato Proletário Sabino Ribeiro.
Nel 1976, il club partecipò per la prima volta alla massima divisione brasiliana.
Nel 1989, il club ha partecipato alla prima edizione della Coppa del Brasile, venendo eliminato al primo turno dal Bahia dopo due sconfitte per 0-1.
Nel 2004, il Confiança ha partecipato al Campeonato Brasileiro Série C, venendo eliminato al terzo turno dal Villa Nova.

## Palmarès

### Competizioni statali
- Campionato Sergipano: 23

1951, 1954, 1962, 1963, 1965, 1968, 1976, 1977, 1983, 1986, 1988, 1990, 2000, 2001, 2002, 2004, 2008, 2009, 2014, 2015, 2017, 2020, 2024, 2025
- Copa Governo do Estado de Sergipe: 4

2003, 2005, 2008, 2012